# خدای جنگل و خانواده‌اش با شیر هلاک‌شده

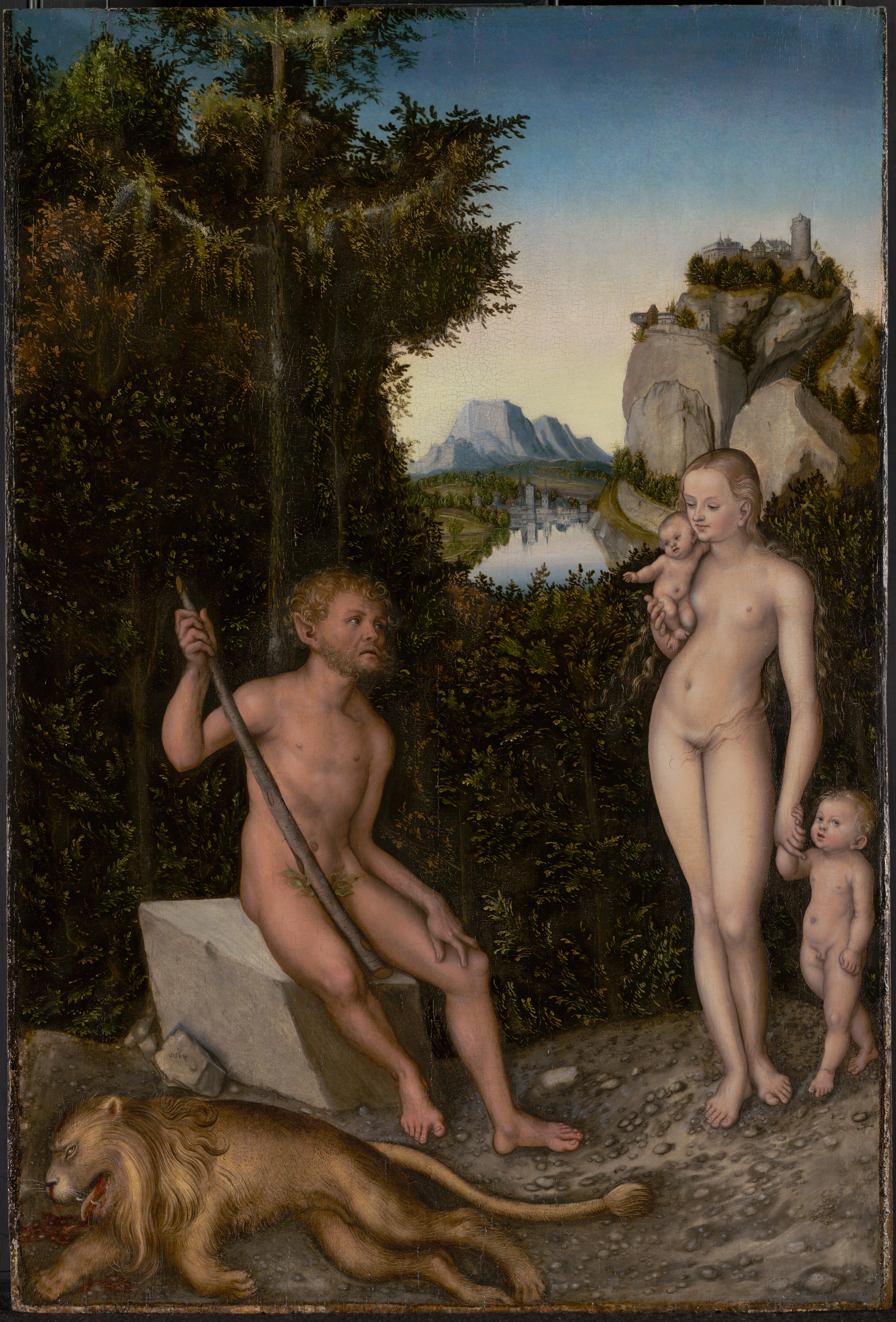
تابلوی نقاشی خدای جنگل و خانواده‌اش با شیر هلاک‌شده در موزه گتی لس‌آنجلس.

خدای جنگل و خانواده‌اش با شیر هلاک‌شده (به انگلیسی: A Faun and His Family with a Slain Lion) اثری است در سبک رمانتیسیسم از لوکاس کراناخ که در سال ۱۵۲۶ میلادی، با رنگ روغن بر روی بوم خلق شد.
این تابلو یکی از مشهورترین آثار موجود از لوکاس کراناخ است. هم‌اکنون این تابلو، تحت مالکیت مرکز گتی قرار دارد.

## شرح تابلو
خدای جنگل و خانواده‌اش با شیر هلاک‌شده در حدود سال ۱۵۲۶ میلادی نقاشی شده است. در این تابلو، «خدای جنگل» در هیبت مردی تکیده که با چوبی در دست، لخت بر تخته سنگی نشسته، دیده می‌شود که شیری خون‌آلود زیر پایش افتاده است. لوکاس کراناخ در این تابلو، خدای اساطیری را در متنی «زمینی» به تصویر کشیده که به «خانواده‌ٔ خود»، یعنی زن و بچه‌ای که با کنجکاوی به سوی او می‌آیند، می‌نگرد. قصر و کوه و دریاچه و دهکده‌ای که با رنگ‌هایی روشن پشت سر آن‌ها و در افق نقاشی شده‌اند، اشاره به انزوا و دوری این خانواده از زندگی عادی دارند.